# William H. McLellan
William McLellan (ur. 1 grudnia 1924 w Casper, zm. 30 września 2011 w Pasadenie) – amerykański inżynier elektryk.
W roku 1960 zdobył jedną z tzw. Nagród Feynmana, niespełna rok po jej ustanowieniu przez Richarda P. Feynmana. Zadanie polegało na stworzeniu silnika mieszczącego się w sześcianie o boku nie większym niż 1/64 cala (około 0,4 mm). Stworzony przez niego silnik ważył 0,25 grama i miał moc 1 mW. Nagrodą był tysiąc dolarów.